# 達拉斯獨行俠
達拉斯獨行俠（英語：Dallas Mavericks，縮寫：DAL），是一支位於美國德克薩斯州達拉斯的職業籃球隊，分屬於NBA西區的西南組，主場為美航中心。
英文隊名Mavericks原意為特立獨行的人，中國大陸與臺灣過往常用譯名為「小牛」，港澳過往常用譯名為「牛仔」。2018年1月球隊官方將中文譯名正式定為獨行俠。
達拉斯独行侠於1980年成立，於2006年球季首度進入NBA總決賽，但2連勝後4連敗，只能看著同樣是首次進入總決賽的邁阿密熱火拿走冠軍。2011年，独行侠再度闖進NBA總決賽，再度碰上热火，不過這回独行侠以4:2甜蜜復仇，奪得隊史首冠，並由被視為球隊史上最偉大的球星魯域斯基捧走總決賽MVP。

## 歷史

### 建立初期（1979—1984）
達拉斯独行侠最初由唐・卡特和Norm Sonju於1979年創辦。他們請求NBA准許他們於德克薩斯達拉斯建立一支球隊。達拉斯的最後一支職業籃球隊是美國籃球協會（ABA，後併入NBA）的達拉斯叢林隊，但由於ABA併入NBA，達拉斯叢林隊在1973年改組成為現今的聖安東尼奧馬刺隊而且把主場遷移到聖安東尼奧。從此，達拉斯就沒有職業籃球隊了。
在1980年NBA明星賽期間，NBA聯盟所有擁有者就要投票承認新的球隊加入。独行侠隊繳納1200萬美元參加費後，独行侠隊就獲准在1980年-1981年NBA賽季中參與。独行侠隊加入NBA西部聯盟的中部賽區。1980-81年的NBA賽季是独行侠隊在NBA的第一個賽季，與其他隊伍的第一個賽季一樣，以15勝67負的惡劣戰績結束第一個賽季。但其後独行侠隊成績連年上揚，在1983-84年NBA賽季，独行侠隊取得了43勝39負的成績，第一次進入季後賽。马克·阿吉雷和罗兰多·布莱克曼是独行侠隊當時的球星，而且Aguirre平均每場得29.5分，在NBA排第二，布莱克曼平均每場也得22.4分。在第一輪独行侠隊以3比2擊敗超音速，但在第二輪遇到了湖人隊，鎩羽而歸。

### 踏上成功之路（1983—1998）
在1983-84賽季至1987-88賽季期間，独行侠隊連續五年進入季後賽。在1987-88賽季，独行侠隊以53勝29負的成績進入季後賽，在第一輪和第二輪分別以3：1擊敗火箭隊和4：2擊敗金塊隊後，独行侠隊第一次進入西區決賽。在與湖人的西區決賽中，独行侠隊以3比4落敗，最後一場以102比117失利，只差一場比賽就進入總冠軍賽，錯失參加總冠軍賽的機會。

#### 低潮
1988-89賽季，傷病困擾了独行侠隊，使他們六年來第一次被摒於季後賽門外。1989-90賽季，独行侠此季的成績是47勝35負，但是這一個NBA賽季亦是一個混亂的NBA賽季。在11月15日，隊中球員：羅伊·塔普雷因酒醉駕駛被拘捕，且他反抗拘捕。独行侠隊在接下來只有5勝6負的成績。期間MacLeod取代Richie Adubato助理教練的位置。独行侠隊在最后以四連勝順利進入季後賽，但是第一輪對波特兰开拓者隊的賽事獲得三連敗而且被淘汰。在這個NBA賽季後，独行侠隊一直處於低潮，成績平平，連續十年都未能進入季後賽。

#### 出現曙光
在1994-95賽季，独行侠隊選中的杰森·基德帶來新的希望。在新秀賽季中，基德平均每場拿下11.7分、5.4個籃板和7.7次助攻，他也與格兰特·希尔成為當年的最佳新秀。加上贾马尔·马什本和吉姆·杰克逊，基德與他們組成名聞一時的「三J」。1996-97NBA賽季独行侠隊陣容大改組，「三J」分崩離析。1996年12月，独行侠隊将基德送到太陽隊，得到迈克尔·芬利和A·C·格林。1997年2月7日，唐·尼尔森成為新總經理，他在一周內就將马什本送到熱火隊，換來了科特·托马斯，十天後他又將杰克逊送到新泽西网队，得到肖恩·布拉德利等人。一個賽季下來，有27張面孔在独行侠隊出現，最終他們以24勝58負結束賽季。

### 「德國坦克」時期（1998—2019）

#### 1998-99年：德佬降臨
1998年選秀大會獨行俠用在第6輪所簽下的羅伯特·特雷勒換取諾威斯基。獨行俠隊成功的交易來了諾威斯基，而在這之後諾威斯基-泰勒的這筆交易成為著名的最不平等且最差的交易，也是獨行俠隊最成功的一筆交易之一。最後獨行俠隊使用第19輪簽下的帕特·蓋瑞蒂加上其他球員和未來的選秀權從鳳凰城太陽手中交易來了當時還是年輕球員的史蒂夫·奈許。而也就是這兩次成功的球員交易使得獨行俠隊逐漸成為一支NBA強隊。

#### 1999-2001年：季後賽首輪遊
2000-01賽季，独行侠在老尼尔森教練帶領下，以53勝29負的成績時隔10年重返季后賽，首輪對上盡顯老態的猶他爵士上演讓二追三逆轉，成功淘汰對手晉級。不過在第二輪遇到添·鄧肯率領的圣安東尼奧馬刺，由于經驗不足，以1:4慘敗。

#### 2001-02年：球場新體驗
2001-02賽季，独行侠隊搬到美航中心球場。此賽季是独行侠一個出色的NBA賽季，在賽季中期，球隊成績更名列西區第一，總教練尼尔森還成為西區明星隊總教練。独行侠隊在新主場的第一個NBA賽季創下了57勝25負的紀錄。另外在本賽季，独行侠隊以朱旺·霍华德、蒂姆·哈达威和唐尼尔·哈维與丹佛掘金隊交換拿芬斯、尼克·范埃克塞尔、阿杜華謙和艾弗里·约翰逊這四個球員。達拉斯独行侠隊在季後賽第一圈成功擊敗明尼苏达森林狼队，不過第二圈被萨克拉门托国王队踢出局。

#### 2002-03年：鐵三角
2002-03賽季，独行侠隊再創佳績，在這個NBA賽季創下60勝22負的紀錄。「鐵三角」—「诺维茨基—芬利—纳什」更創下在一場比賽中一共奪得100分的佳績更帶領独行侠隊進入西岸決賽。當独行侠隊與西岸決賽的對手馬刺隊打成1比1平手之際，隊中的主力球員德克·诺维茨基，在第三場比賽中膝蓋受傷而無法參與剩餘的比賽。此後球隊表現大不如前，被馬刺隊以4:2擊敗。

#### 2003-04年：火力四射
2003-04賽季，独行侠隊進行兩次重大的球員交換。首先，独行侠隊以尼克·范艾克塞尔、埃文·埃施迈耶、普奥珀耶·琼斯、艾弗里·约翰逊和里告多與金州勇士交換安托万·贾米森、丹尼·福特森、吉里·威尔什和克里斯·米尔斯。其後，独行侠隊以里夫·拉弗伦茨、克里斯·米尔斯和吉里·威尔什與波士顿凯尔特人队交換安东尼·沃克和托尼·德尔克。經過重大的重組後，独行侠隊又一次晉級季後賽。擁有「鐵三角」和本季最佳第六人贾米森的独行侠隊，勇奪NBA最佳進攻球隊的獎項。独行侠隊兩名新秀球員，约什·霍华德和马奎斯·丹尼尔斯對發隊造成直接衝擊。然而，独行侠隊在季後賽第一輪被萨克拉门托国王队擊敗，後者是比独行侠更佳的防守球隊；独行侠隊須重新調整以進攻為主的戰略。

#### 2004-05年：起起伏伏

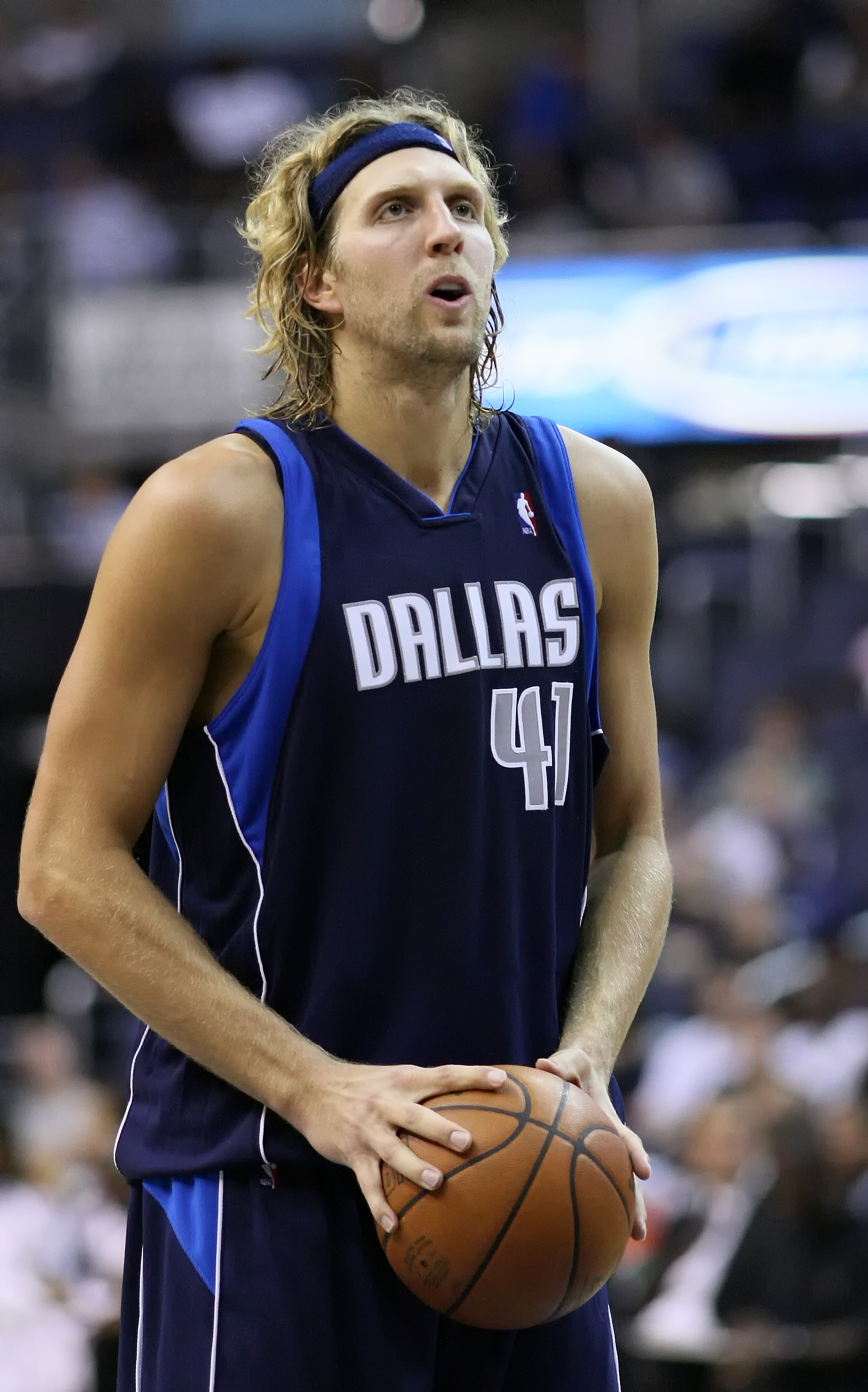
德克·诺维茨基

#### 2005-06年：擦身而過
2005-06賽季，独行侠隊經過多番的重組及聘請艾弗里·约翰逊作為教練，在他的帶領下重整球隊，并組成以诺维茨基、特里和霍华德為核心的新陣容。在這一賽季中獲得60勝22負的佳績，教練约翰逊更獲得NBA最佳教練獎項。
季後賽，独行侠隊在西區準決賽的第七場，憑著德克·诺维茨基的突出表現和比對手更佳的板凳球員，在延長賽勝出，以總比數4：3驚險擊敗衛冕冠軍的馬刺。在西區決賽，他們繼續以優秀的表現以總比數4：2擊敗太陽，打破球隊歷史，首次晉身NBA總決賽。然而，独行侠在總決賽中，面對著同樣是也是首次晉身NBA總決賽的邁阿密熱火，最終遭到上演讓二追四逆轉，沒辦法得到他們史上NBA第一座總冠軍。這個總決賽系列賽當中，很多評論認為球證偏袒熱火的頭號球星韋迪，當中包括其個人6場比賽一共取得97個罰球，這比獨行俠全隊更多，而第3、5、6場均得到20+的罰球數，這個數量是任何超級巨星包括米高佐敦等不可比擬的；球隊的先發前鋒祖殊·侯活接受媒體訪問時亦指出自己的總冠軍是被打劫的，全世界都看得出他們更值得冠軍。

#### 2006-07年：最佳戰績

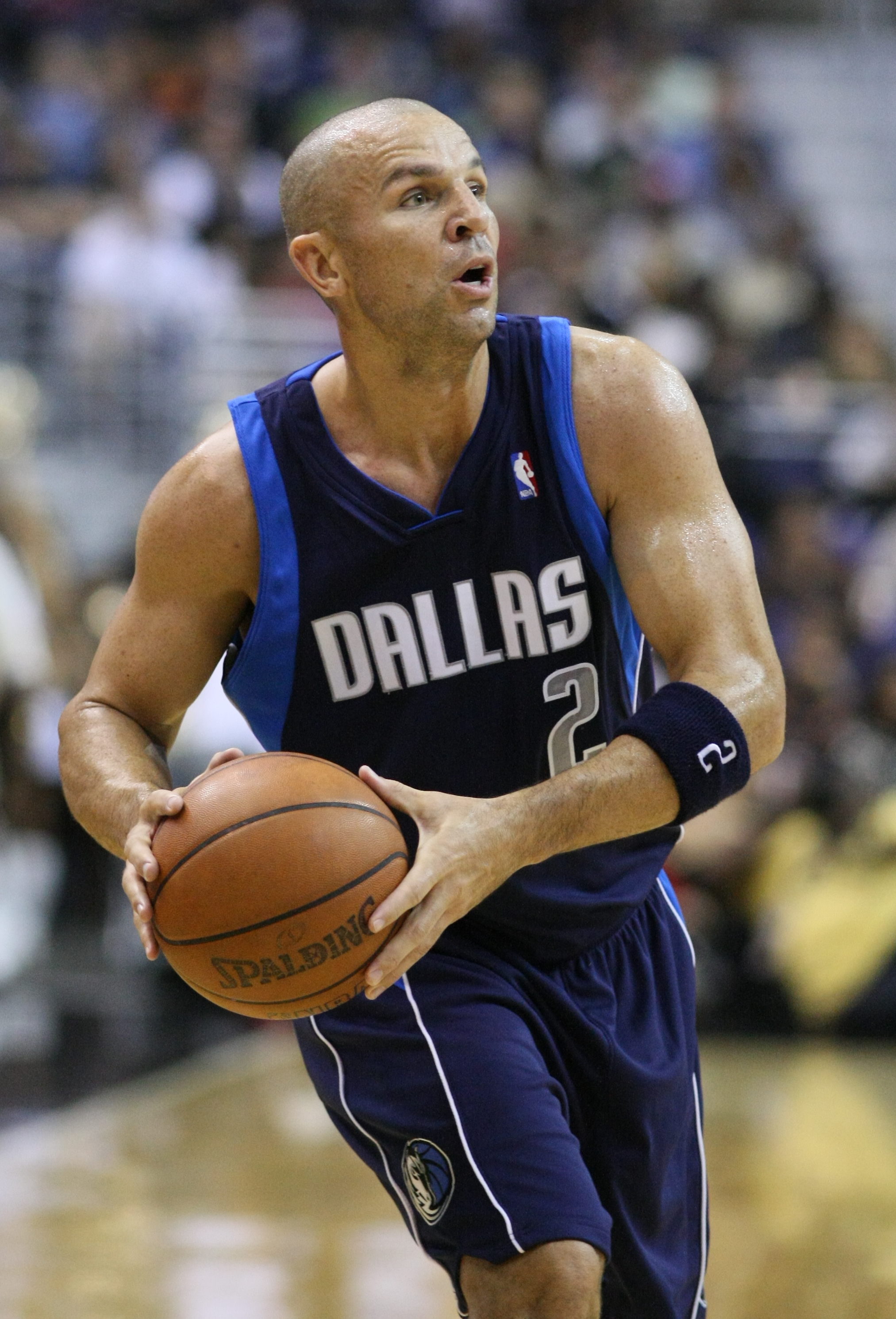
傑森·基德

2006-2007賽季，独行侠隊在常規賽繼續高歌猛進，曾經一度逼近1996年芝加哥公牛隊創下的72勝10負的歷史記錄，不過在賽季末段有所保留，最終只是以67勝15負的成績結束整個賽季，雖然沒有達成，但同樣創下了球隊史上最佳戰績，并且首度獲得常規賽冠軍。球隊明星諾維斯基更獲頒NBA最有價值球員獎，是独行侠歷史上首位獲此殊榮的球員，也是首位獲獎的歐洲球員，而NBA則是連續3年將獎項頒給美國本土以外的球員。
只不過，独行侠在季後賽碰上前球隊教練於2005年3月辭職的老尼尔森率領，於雙方在常規賽的三次對陣中獨行俠都戰敗的金州勇士隊作為季后賽首輪對手，結果爆冷以2:4輸給對手，令人大跌眼鏡，而独行侠也都成為NBA史上第三支被八號種子淘汰的第一種子球隊。

#### 2007-08年：找回當年
2007-08赛季，球队为了争夺总冠军，用極具潛力的年輕控衛德文·哈里斯从新泽西网通过交易获得了昔日的舊將贾森·基德。然而年老的基德不复昔日之勇，交易過後的独行侠對50%勝率的球隊更只取得3勝，球队在这次交易中未能得到太大提升。球队最终仅以51胜31负排名西部第7名；季后赛第一轮，独行侠队遭遇该赛季最大的黑马新奥尔良黄蜂，最终以1：4惨淡出局。艾弗里·约翰逊賽後被球隊老闆库班炒魷魚。

#### 2008-09年：全新的教練
瑞克·卡萊爾與独行侠隊簽約，成為新一任的独行侠隊總教練。
2008-09 NBA賽季，他帶領独行侠以50勝32負完成常規賽，包括首輪4-1戰勝聖安東尼奧馬刺。但在西部聯盟半決賽中，以1-4敗於丹佛掘金。

#### 2009-10年：再創佳績
2009-10 NBA賽季，卡莱尔帶領独行侠第二年以55-27完成常規賽，也拿下西組賽區冠軍，但在首輪2-4敗於聖安東尼奧馬刺，成為自2003年NBA首輪改為七場四勝制後首支被第七種子擊敗的第二種子球隊。

#### 2010-11年：首度總冠軍

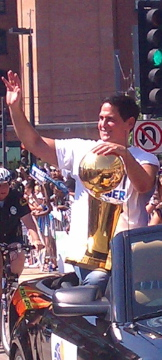
馬克·庫班在冠軍遊行中手持冠軍盃

2010-11 NBA賽季，卡莱尔帶領独行侠以57-25完成常規賽，包括首輪4-2戰勝波特蘭开拓者，原本第四戰前三節打完独行侠領先18分，但是沒想到独行侠到第四節得到2分後，之後在防守上開始鬆懈，最終被开拓者演出大逆轉。第五戰独行侠就沒有再犯前一場鬆懈的毛病，最終独行侠淘汰开拓者，第二輪時遇到追求三連霸湖人隊，第一場一路落後，在第四節19.5秒時保罗·加索尔對諾威斯基犯規，使得諾威斯基有兩次罰球的機會，一舉超前逆轉1分，而終場結束前基德防守加上科比最後絕殺失手，独行侠以96比94拿下首勝。之後独行侠連勝三場，最後一場更是以122比86擊敗湖人，以4-0淘汰湖人。
独行侠在西區決賽碰上雷霆隊，独行侠在第四場以112比105大逆轉雷霆，系列賽進入3-1，最終独行侠以4-1淘汰雷霆，繼2006年之後，再度打進總決賽，和東區冠軍邁阿密熱火爭奪2011年總冠軍。第一場熱火贏球，独行侠隊在關鍵的第二場以95比93完成大逆轉；最終独行侠以4比2淘汰熱火获得總冠軍，也是独行侠队队史上的第一个NBA总冠军。

#### 2011-13年：冠軍之後
然而，勞資雙方在2011-12年賽季重新簽訂的薪資條件，讓马克·库班無法將卡龙·巴特勒和泰森·钱德勒以及何塞·胡安·巴雷亚的主力留下，先後出走至洛杉磯快艇隊和紐約尼克隊以及明尼蘇達灰狼隊，但簽下了超級搖擺人拉玛尔·奥多姆和經驗老到的老飛人文斯·卡特，再次以華麗陣容迎接新球季。不過在第一輪遭到新興強權奧克拉荷馬雷霆以0:4橫掃，讓独行侠衛冕失利。

#### 2013-14年：重返季後賽
独行侠以49勝33負排名西區第八，相隔一季後再度挺進季後賽，首輪遇上老對手馬刺。独行侠首戰失利後連下兩城取得2-1領先，在不被看好的情況下，硬是和馬刺一路糾纏，直到決勝第7戰才落敗，差點才上演黑八奇蹟。
雖然止步於首輪，但馬刺後面三輪都很輕鬆的解決對手，奔向冠軍杯，独行侠也被戲稱為該季的亞軍之師。

#### 2014-15年：短暫的五虎將
首冠之後，独行侠便陷入季後賽魔咒，為了在競爭異常激烈的西區脫穎而出，季初簽下火箭隊的長人射手錢德勒·帕森斯，找回了當年奪冠成員中鋒泰森·錢德勒，搭配火力強大的蒙塔·埃利斯，進攻火力叱吒一時，季中為了增加奪冠競爭力，再次啟動交易送出大前鋒布蘭登·賴特、原本先發主控賈米爾·尼爾森和搖擺人捷·克勞德以及一個2015年首輪選秀權和2016年的二輪選秀權，從波士頓塞爾提克找來拉简·朗多及新秀大前鋒德懷特·鮑威爾。
然而，對於朗多的加入，不但體系不合，效果不佳，反而成為隊上的不定時炸彈，與教練團發生衝突，再加上季末傷兵困擾，最後以50勝32負排名西區第七，首輪以1:4不敵西區第二名西南組冠軍休斯敦火箭，連續兩季第一輪止步。
達拉斯独行侠與冠軍總教練瑞克·卡萊爾續約5年，ESPN透露價碼為3500萬美元（約11億4000萬新台幣），卡萊爾持續帶領独行侠到2021-22年賽季，同時也是NBA薪資最高的教練。

#### 2015-16年：DAJ 喬丹毀約事件
独行侠在2015年暑假被德安德鲁·乔丹擺了一道，原本宣稱要加盟独行侠的他，臨時反悔，正當独行侠忙於此事時，錯過不少補強契機，在當時公鹿已經得到格雷格·門羅，加上當時公鹿總教練贾森·基德的贖罪心理，独行侠因此得到援兵扎扎·帕楚里亞，為禁區增添一份戰力。季中又簽下了自由球員大衛·李，再次彌補禁區。然而，傷兵問題讓独行侠一直在季後賽邊緣徘徊。直到例行賽第81場，球隊以101:92戰勝猶他爵士，並以第6種子晉級季後賽，也是連續三年闖進季後賽。
儘管独行侠守住季後賽門票，但第一輪面對第3種子，西北組冠軍俄克拉何马城雷霆，独行侠在只剩心理戰能施展的情況下，最終以1:4不敵雷霆。
歷經幾季的傷兵問題，諾威斯基年紀漸長，独行侠也悄悄的開啟重建計畫，培養新人。

#### 2016-17年：隊史最慘開季
2016年夏天，在凱文·杜蘭特宣布加盟勇士後，独行侠便趁機成功地以一份4年9400萬的合約網羅哈里森·巴恩斯，接著独行侠分別以4年3700萬及1年1000萬，跟隊中的潛力前鋒德懷特·鮑威爾並且與老將德隆·威廉斯續約，也以一份2年600萬的合約，從國王隊簽下控衛塞斯·柯瑞。為答謝隊中的老臣子德克·諾威斯基多年來的貢獻，独行侠更為他開出了一份兩年5000萬的合約。
開季独行侠傷兵累累，戰績慘澹，苦吞7連敗，這是独行侠自1999年2月以來的最長連敗。
独行侠以10天合約簽下當年落選的控球後衛約吉·費雷爾。已6年多不知在聖安東尼奧主場贏球滋味的独行侠，在約吉·費雷爾帶領下，以105比101終止客場對馬刺12連敗，隔天背靠背在主場迎戰克里夫蘭騎士，独行侠以7分之差帶走勝利。独行侠釋出德隆·威廉斯。
2017年交易截止日最後一天，独行侠用安德鲁·博古特和賈斯汀·安德森換來了76人潛力中鋒諾倫斯·諾爾。
独行侠吞下本季第42敗，確定勝率不會超過5成，也無緣季後賽，這讓他們連續16年至少勝率5成的紀錄正式終結。独行侠的連16年紀錄是和湖人並列史上第3，爵士連19季排名第2。

#### 2017-18年：德佬第20年，中文正名獨行俠（24勝-58敗）
2017年夏天，39歲的當家球星德克·諾威斯基決定不退休，成為第二位將20年職業生涯全數奉獻予單一球隊的老忠臣。
2018年1月4日，使用近20年的中文譯名「達拉斯小牛／達拉斯牛仔」走入歷史，球隊於對金州勇士的比賽中場宣布，自此改稱「達拉斯獨行俠」，成為球隊向中文世界的行銷商標。這次更名不影響原有的英文隊名。
2018年4月11日，已確定無緣季後賽的獨行俠隊，最後主場以97比124不敵太陽隊，以24勝58敗的成績結束賽季。

#### 2018-19年：德佬退休，唐西奇崛起（33勝-49敗）
2018年選秀會上，獨行俠以首輪第五順位及19年的首輪選秀籤（前三順位保護）向亞特蘭大老鷹交易來第三順位年僅19歲的歐錦賽MVP盧卡·唐西奇，與去年第九順位選進的小丹尼斯·史密斯組成全新的年輕後場組合。另外曾在2015年夏天發生「加盟鬧劇」風波的德安德魯·喬丹，在經過3年後，還是決定以1年2410萬美元合約投入獨行俠的懷抱。
然而，尼克與獨行俠交易，獨行俠將小丹尼斯·史密斯、威斯利·馬修斯、德安德魯·喬丹加2021年未受保護的首輪選秀和2023年首輪選秀簽（前10順位保護）送到尼克並獲取考特尼·李、小蒂姆·哈达威、克里斯塔普斯·波爾津吉斯、特雷·伯克。
2019年2月7日，獨行俠在對夏洛特黃蜂的比賽中將哈里森·巴恩斯交易到了沙加緬度國王獲得賈斯汀·杰克遜以及扎克·藍道夫，獨行俠隨後釋出藍道夫。
4月9日，獨行俠主場以118比105戰勝太陽，諾威斯基以40歲高齡奪下30分，賽後便宣布該場比賽是其生涯最後一次在主場比賽，球隊老闆馬克·庫班與球隊高層聯名表達深感惋惜且感謝其對球隊的貢獻。4月10日，獨行俠客場以94比105落敗馬刺，結束球員生涯，馬刺特地製作了一支1分19秒的影片並在賽前播放以致敬其21年傳奇生涯。
獨行俠將以盧卡·唐西奇與克里斯塔普斯·波爾津吉斯，視為未來重建的核心。

### 唐西奇時期（2019—2025)

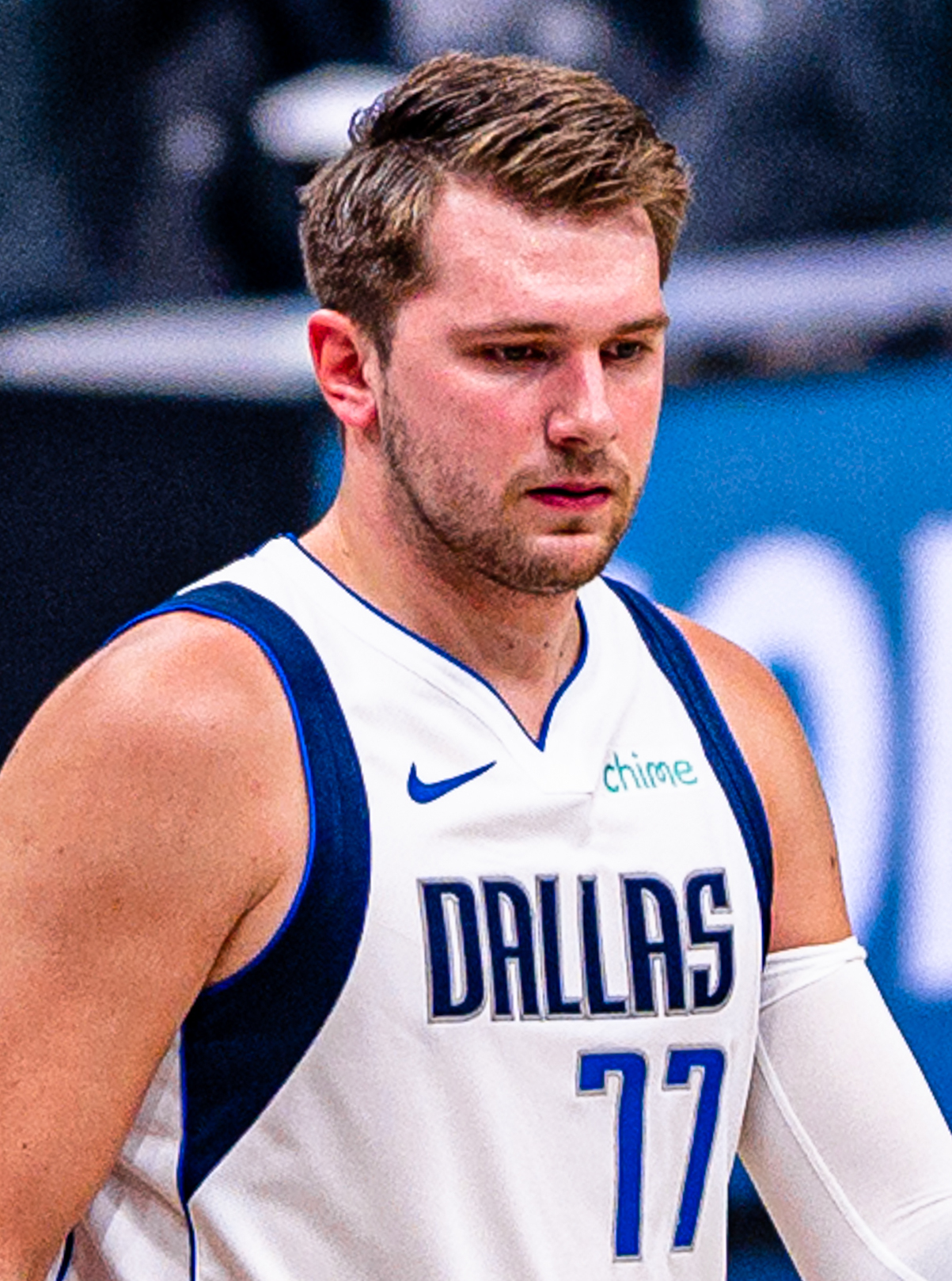
盧卡·唐西奇

#### 2019-20年：歐洲雙星 泡泡聯盟（43勝-32敗）
2019年自由市場獨行俠失利，原本大有機會簽下肯巴·沃克，卻被塞爾提克攔胡，第二方案的帕特里克·貝佛利與丹尼·格林，因為忙於處理與邁阿密熱火的交易，相繼落空，交易也告吹。獨行俠最終決定採取另一方案，他們與曼菲斯灰熊達成了一筆先簽后換的交易，換來了全能控衛德隆·萊特，又簽回近年打得不錯的薩夫·居里，並與陣中球星克里斯塔普斯·波爾辛吉斯續約。
2019年11月19日，在對上馬刺時，唐西奇以20歲又263天之姿拿下42分11籃板12助攻，成為NBA歷史上第二年輕拿下40分大三元的成績，也是獨行俠隊史第一位。
2020年1月25日，先發前鋒德懷特·鮑威爾，在前幾天對上快艇的比賽中遭受到阿基里斯腱傷勢，隨後球隊也公布本季報銷的消息，而本身禁區人手不足的情況下，立刻發動交易，從勇士換來威利·考利-史丹，以補足鋒線人手端缺之問題。
2020年8月3日，雖然昨天對休士頓火箭延長賽149：153落敗，靠著曼菲斯灰熊以106:108不敵聖安東尼奧馬刺，吞下2連敗。而這一場比賽的結果也間接「助攻」了達拉斯獨行俠隊，他們本季確定在睽違4年後，再次闖進季後賽，將在第一輪迎戰首度交手洛杉磯快艇。
這個賽季的例行賽有聯盟第1的116.7進攻效率，超越2018-19賽季的勇士115.9的進攻效率，締造NBA歷史(至19-20賽季為止)進攻效率最高的賽季。
生涯首度打季後賽，唐西奇就狂飆42分9助攻7籃板，創下聯盟史上季後賽初體驗的最高得分紀錄，不過快艇靠著雷納德和喬治聯手攻下56分，在歷經一番苦戰後以110比118敗給快艇，吞下系列賽第一敗。前場在波爾辛吉斯遭驅逐後扛下進攻重任，一口氣砍下42分創下季後賽初登板得分紀錄，唐西奇8/20以127比114力克快艇，追平系列賽。
22日進行第3戰，獨行俠以波爾辛吉斯的34分最高，唐西奇留下13分、10籃板、10助攻大三元數，終場122：130落敗，系列賽1：2落後。
第三戰扭傷左腳踝的唐西奇，在第四戰依然奮勇上陣，在波爾辛吉斯膝傷缺陣的情況下，全場31投18中，狂轟43分17籃板13助攻，成為史上第9位在季後賽連兩戰完成大三元的球員，唐西奇在延長賽最末落後時刻投進一記石破天驚的絕殺三分球，帶領獨行俠以135比133絕殺快艇，系列賽扳成2：2平手。
接下來雖然獨行俠板凳球員得到34分，但快艇不只雙星表現亮眼，替補一口氣攻下55分碾壓，唐西奇繳22分、8籃板，但三分僅6投中1，獨行俠終場就以111比154遭快艇痛宰，2：3被聽牌。
NBA球員罷賽事件持續3天落幕，但波爾辛吉斯膝傷狀況仍未見改善，球團也宣佈他就此無緣對快艇系列戰，獨行俠8/31背水一戰，唐西奇孤掌難鳴，終場以97比111輸球且遭淘汰。

#### 2020-21年：排名逐步上升 （42勝-30敗）
獨行俠開季狀態不佳，加上傷兵不斷，戰績起起伏伏，一度跌到西區第12名。季中，在傷兵逐漸回貴的情況下，一舉擠進西區前8名，季中又向紐澳良鵜鶘交易來J·J·瑞迪克與尼科羅·梅利，也間接彌補了本賽季三分球命中率不佳的缺口，到了賽季尾聲獨行俠還處附加賽行列，然而在盧卡·唐西奇的帶領下逐步往上爬，且洛杉磯湖人正因傷兵處於低潮，讓衛冕軍恐落入第7得靠附加賽取得季後賽資格，而獨行俠與波特蘭拓荒者則直接晉級，3者中無疑獨行俠最占優，5月8日以110比90輕取騎士，進一步穩固第5之位，也確定繼2009-10賽季後西南組封王。
例行賽最後一場與明尼蘇達灰狼之戰，雖然獨行俠敗於灰狼，但也以42勝30敗結束例行賽，確定以第5種子身分晉級季後賽，而季後賽首輪將面對去年的對手洛杉磯快艇。
系列賽第一場，唐西奇31分、10籃板、11助攻的大三元帶領下一路領先，並在守住洛杉磯快艇第4節反撲後，以113比103踹翻快艇。
唐西奇第二戰再度發飆，全場29投16中，包括5記三分球，狂轟39分7助攻7籃板，帶領獨行俠在下半場拉開比分，並擋下快艇第四節的反擊，以127比121搶下客場2連勝。獨行俠完全擊潰快艇主場優勢，在系列賽中搶佔絕佳機會。
獨行俠末節陷入低迷，快艇拉開兩位數分差，以118-108扳回一城，季後賽首輪扳成1-2。
前一場在決勝期被快艇把握機會拉開比分的獨行俠，第4戰上半場被快艇攻守兩端直接壓制，取得兩位數落後，更一度輸到28分之多，也讓比賽早早進入垃圾時間。終場獨行俠就以81比106慘敗快艇，在前兩場在對方主場獲勝後，將系列賽扳成2比2平手。
第5戰唐西奇全場飆進42分14助攻8籃板，帶領獨行俠在最後關頭頂住對手反撲壓力，以105比100驚險擊沉快艇，系列賽取得3勝2敗聽牌優勢。
到了第6戰，獨行俠只要贏球就晉級，雖然唐西奇繳出29分、11助攻與8籃板，小哈德威添23分，以97比104落敗。
到了於斯台普斯中心打的生死第7戰，獨行俠被快艇在第3節終了前一波24比4的攻勢，雖然末節追擊快艇，能仍以111比126落敗結束球季。獨行俠總管唐尼·尼尔森宣布請辭，總教練卡萊爾亦宣布請辭，結束其於球隊十三年的執教。

#### 2021-22年：重返西區決賽（重回50勝行列：52勝30敗）
2021年6月28日，獨行俠隊宣布由傑森·基德接任總教練，接替執教13個賽季的里克·卡萊爾，7月31日，喬許·理察森被交易到波士頓塞爾提克，獨行俠得到莫塞斯·布朗。
2022年2月10日，交易大限截止日獨行俠與巫師發動交易，獨行俠送出克里斯塔普斯·波爾辛吉斯以及一枚2022次輪籤換取史賓賽·丁威迪以及三分射手戴維斯·貝坦斯，至此獨行俠的歐洲雙星拆夥，但也成功取得了一直以來尋求的側翼持球點。
2022年3月31日，在常規賽擊敗騎士並在同一晚灰狼輸給暴龍之後獨行俠成為西區繼太陽之後第二支鎖定季後賽席次的球隊。
2022年4月10日，2021-22賽季最後一比賽主場以130-120戰勝馬刺，隊史首次在例行賽對馬刺實現4-0橫掃。同時以52勝30負作結，這是繼2014-15賽季後時隔七年再次達到例行賽50勝，然而同日勇士戰勝鵜鶘，勇士保住西區第三的位置，獨行俠也確定以西區第四的戰績進入季後賽並享有主場優勢。
2021-22賽季季後賽首戰於4月16日展開，首輪在唐西奇因季末受傷缺陣前兩場的不利情況下仍然取得1:1均勢，第三戰唐西奇回歸後便帶領球隊打出3:1的戰績，系列賽最後以4:2擊敗多諾萬·米契爾以及魯迪·戈貝爾領軍的猶他爵士，這也是獨行俠繼冠軍賽季後11年以來首次在季後賽勝出。
次輪對陣聯盟戰績最佳鳳凰城太陽，太陽不僅是去年西區冠軍，陣中也有克里斯·保罗、德文·布克優質雙衛領銜，禁區還有克制獨行俠禁區的大中鋒德安德烈·艾頓，獨行俠普遍不被看好，但前六場雙方都在主場保住勝利，第七戰跌破眾人眼鏡的以壓倒性之姿擊敗太陽重返西區決賽，比賽中獨行俠半場時分數就已領先多達30分，終場更以123:90，33分分差淘汰太陽。在西區決賽對戰金州勇士被以1:4淘汰，結束賽季，無緣總冠軍賽。

#### 2022-23年：凱里·厄文加盟（無緣季後賽：38勝44敗）
2023年2月5日，交易大限截止日獨行俠與布魯克林籃網交易，以多利安·芬利-史密斯、史賓賽·丁威迪、2029年首輪籤和兩個二輪籤換來凱里·厄文加盟，外界普遍將矛頭指向交易大限後組成的雙星，畢竟他們合體時戰績是不到五成的5勝11敗，確定宣告失敗，2023年4月8日，達拉斯獨行俠在附加賽和首輪籤的抉擇上選了後者，球隊官方宣布，厄文、Tim Hardaway Jr.、Christian Wood 、Josh Green和Maxi Kleber等球員將缺席對上芝加哥公牛的比賽，2022-23賽季倒數第二場主場比賽以112-115遭到經確定附加賽芝加哥公牛逆轉，確定無緣附加賽結束今年賽季，但因此可以保留2024首輪選秀權。

#### 2023-24年：重返總冠軍賽（重回50勝行列：50勝32敗）
獨行俠、馬刺與塞爾提克達成一筆三方交易，綠衫軍主將格蘭特威廉斯通過先簽後換加盟獨行俠。交易具體內容是，獨行俠得到格蘭特威廉斯和兩個次輪籤；馬刺得到前鋒布洛克和2030年的獨行俠無保護首輪互換；塞爾提克獲得多個次輪籤及620萬美元的交易特例。
2023-24賽季，獨行俠例行賽最終成績為50勝32負，排名為西區第五，晉級季後賽；在季後賽先後面對西區第四洛杉磯快艇及西區第一種子奧克拉荷馬城雷霆，都以4：2的大比分贏下系列賽，成功的以下剋上，相隔2年之後，再次重返西區決賽的舞台；西冠以4：1戰勝西區第三明尼蘇達灰狼，贏得西區冠軍，西區決賽最有價值球員為唐西奇，並睽違十三年之後，強勢挺進總決賽；總決賽以1：4不敵東區冠軍波士頓塞爾提克，無緣總冠軍。

#### 2024-25：突如其來的交易
2025年2月，獨行俠總管哈里森策劃了一場令人意想不到的季中交易案，他將隊中主力球員卢卡·东契奇、马克西米利安·克勒贝尔以及馬基夫·莫里斯交易至洛杉磯湖人，以換取安東尼·戴維斯。這筆交易被認為是獨行俠隊史乃至整個聯盟歷史上“最令人震驚”的交易，且引起了大量獨行俠球迷和媒體的負面反應。為此，哈里森進行辯護，他向外界表示“我相信防守才是贏得總冠軍的關鍵。”，並補充說透過交易換來的戴維斯作為一名多次入選年度防守陣容的球員，他的加入將會使獨行俠整體更具有競爭力。
然而，在這筆交易過後，獨行俠卻遭逢諸多傷病，導致最後排名勉強保持在西區第十名與附加賽席次。附加賽兩場都是作客，第一場120：106大勝國王，但第二場以相同比分輸給灰熊，本賽季以失敗收尾。但也因此獲得了2024-25賽季NBA樂透抽籤，並於2025年5月13日以極低的1.8%抽中選秀狀元籤，是繼上年的亚特兰大老鹰後，連續兩年由附加賽失利的球隊以低概率抽中狀元簽。

## 賽季紀錄
- 詳細參見達拉斯獨行俠賽績列表

## 球衣歷史
| 1980–2001 · 主場隊服 | 1980–81 · 客場隊服 | 1981–93 · 客場隊服 | 1993–2001 · 客場隊服 | 2003–04 · 備用客場球衣 | 2001–10 · 客場隊服 |

## 退役球衣號碼
在前洛杉磯湖人後衛科比·布萊恩特於2020年1月26日去世後，球隊老闆馬克·庫班宣布，未來球隊將不會讓球員使用24號球衣以紀念科比 。
| 達拉斯獨行俠退休球衣號碼 |                 |      |                     |                |
| 背號                     | 球員            | 位置 | 時間                | 退休日期       |
| 12                       | 德里克·哈珀     | G    | 1983–1994 1996–1997 | 2018年1月7日   |
| 15                       | 布拉德·戴維斯   | G    | 1980–1992           | 1992年11月14日 |
| 22                       | 羅蘭多·布萊克曼 | G    | 1981–1992           | 2000年3月11日  |
| 41                       | 德克·諾威斯基   | F/C  | 1998–2019           | 2022年1月5日   |

## 籃球名人堂
| 達拉斯獨行俠籃球名人堂 |                   |                 |                     |      |
| 球員                   |                   |                 |                     |      |
| 背號                   | 球員              | 位置            | 時間                | 入選 |
| 2                      | 亞歷克斯·英格利希 | 小前鋒          | 1990–1991           | 2008 |
| 4                      | 阿德里安·丹特利   | 小前鋒/得分後衛 | 1989–1990           | 2008 |
| 70                     | 丹尼斯·羅德曼     | 大前鋒/小前鋒   | 2000                | 2011 |
| 2 5                    | 傑森·基德         | 後衛            | 1994–1996 2008–2012 | 2018 |
| 13                     | 史蒂夫·奈許       | 後衛            | 1998–2004           | 2018 |
| 10                     | 蒂姆·哈达威       | 後衛            | 2001–2002           | 2022 |
| 41                     | 德克·諾威斯基     | 前鋒/中鋒       | 1998–2019           | 2023 |
| 教練                   |                   |                 |                     |      |
| 背號                   | 球員              | 位置            | 時間                | 入選 |
| –                      | 唐·尼爾森         | 總教練          | 1997–2005           | 2012 |

## 腳註
1. ↑  來源於美國律師Samuel Maverick，因拒絕為牛打上烙印，而被認為是思想獨特的人，後來名字慢慢變成特立獨行的專有名詞

## 外部連結
- 官方網站 （页面存档备份，存于）（英文）